# Prietenie absolută (film)
The Constant Gardener este un film thriller din 2005, regizat de Fernando Meirelles, după un scenariu care a adaptat după romanul cu același nume al lui John le Carré. În rolurile principale joacă actorii Ralph Fiennes și Rachel Weisz.

## Rezumat
Undeva în nordul Kenyei, activista britanică Tessa Quayle (Rachel Weisz) este omorâtă în mod brutal. Oficialitățile presupun că este vorba despre o crimă pasională⁠(d), dat fiind faptul că doctorul de culoare Arnold Bluhm (Hubert Kounde), care o însoțea mai mereu pe Tessa, este de negăsit. Dar soțul victimei, diplomatul și pasionatul horticultor Justin Quayle (Ralph Fiennes), refuză să creadă această variantă. Folosindu-se de privilegiile sale profesionale, Justin, un tip discret, uimește pe toată lumea atunci când pornește într-o odisee personală, care-l va purta pe trei continente, pentru a afla cine și de ce a ucis-o pe Tessa Quayle.
Pelicula a obținut 3 nominalizări la Oscar (pentru cel mai bun scenariu adaptat, montaj, cea mai bună muzică), obținând o statuetă la categoria "Premiul Oscar pentru cea mai bună actriță în rol secundar" - pentru Rachel Weisz, plus Globul de Aur pentru cea mai bună actriță în rol secundar - Rachel Weisz, și alte două nominalizări la acest premiu (pentru cel mai bun film, respectiv pentru cel mai bun regizor - Fernando Meirelles)

## Distribuție
- Ralph Fiennes - Justin Quayle
- Rachel Weisz - Tessa Abbott-Quayle
- Danny Huston - Sandy Woodrow
- Hubert Koundé - Dr Arnold Bluhm
- Archie Panjabi - Ghita Pearson
- Bill Nighy - Sir Bernard Pellegrin
- Gerard McSorley - Sir Kenneth Curtiss
- Pete Postlethwaite - Dr Lorbeer
- Donald Sumpter - Tim Donohue

## Producție
- Fernando Meirelles - regizor
- Claire Simpson - montaj
- Alberto Iglesias - coloană sonoră
- Jeffrey Caine - scenarist